# Кекропс
Кекропс (грец. Κέκροψ) — міфічний цар Афін, давньоаттичне божество землі, являв собою напівлюдину-напівзмія. Вважався сином Геї, який народився після потопу (див. Девкаліон), що знищив більшу частину людей. Пізніші перекази називають його батьківщиною Єгипет.

## Міф  про Кекропса
Попри те, що традиційно Кекропа вважали наступником першого афінського царя Актеона, Аполлодор називає його засновником Афін, котрий збудував на Акрополі твердиню, названу Кекропією. Там був установлений культ Зевса-Гіцата (Небесного) та Афіни-Поліади (Покровительки міста). Кекроп перший спорудив вівтар Кроносові та Реї. 
За свідченням Павсанія (VIII, 2), він замінив людські жертви офіруванням пирогів. Під час його владарювання спалахнула суперечка між Афіною й Посейдоном за те, хто з них більше вчинив добра і хто повинен за те мати владу над Аттикою. Посейдон ударив тризубцем у скелю, з якої забило джерело з солоною водою, Афіна посадила священну маслину, якій згодом поклонялися всі афіняни. Кекроп був суддею в цій суперечці і перевагу віддав Афіні (варіант: Кекроп бачив, як Афіна саджала маслину, і його свідчення на суді богів вирішило суперечку на користь богині). Розлючений Посейдон залив водою долину Тріа (Аполлодор III, 14; Геродот VIII, 55).
За Кекропа Аттику спустошили морські розбійники з Карії. Кекроп поділив мешканців на 12 груп, а щоб довідатися про кількість населення, наказав кожному кинути на купу по одному камінцеві. Від шлюбу з дочкою Актеона мав доньок Аглавру, Герсу, Пандросу та сина Ерісіхтона. Іноді Кекропа називали Діфіес (Подвійноприродний), бо його уявляли напівлюдиною-напіввужем, що є символом автохтонності — зв'язку з землею. (Існувало повір'я, за яким вуж народжується безпосередньо з землі).
Символом Кекропа був коник, який по-грецькому зветься «кекропс». У V ст. до н. е. (період експансіоністських замірів Афін) з'явилися міфи про перебування Кекропа в Беотії, на Евбеї і навіть у Єгипті. Цими легендами афіняни намагались обґрунтувати свої зазіхання на чужі землі.
Кекроп у вигляді напівлюдини-напівзмії відтворений на барельєфі у Берлінському музеї. Як правило, його зображували в людській постаті з символом царської та священної гідності (очевидно, пізніший період у розвитку мистецтва).